# روجر مارشال
روجر مارشال (28 فبراير 1952 في المملكة المتحدة - ) (بالإنجليزية: Roger Marshall)‏ هو لاعب كريكت بريطاني. لعب مع نادي مقاطعة ساسكس للكركيت ‏.

## وصلات خارجية
- روجر مارشال على موقع إي آس بي آن كريك إنفو (الإنجليزية)